# Ovambohippus anderssoni
Ovambohippus anderssoni är en insektsart som beskrevs av Brown, H.D. 1972. Ovambohippus anderssoni ingår i släktet Ovambohippus och familjen gräshoppor. Inga underarter finns listade i Catalogue of Life.